# 메이르선

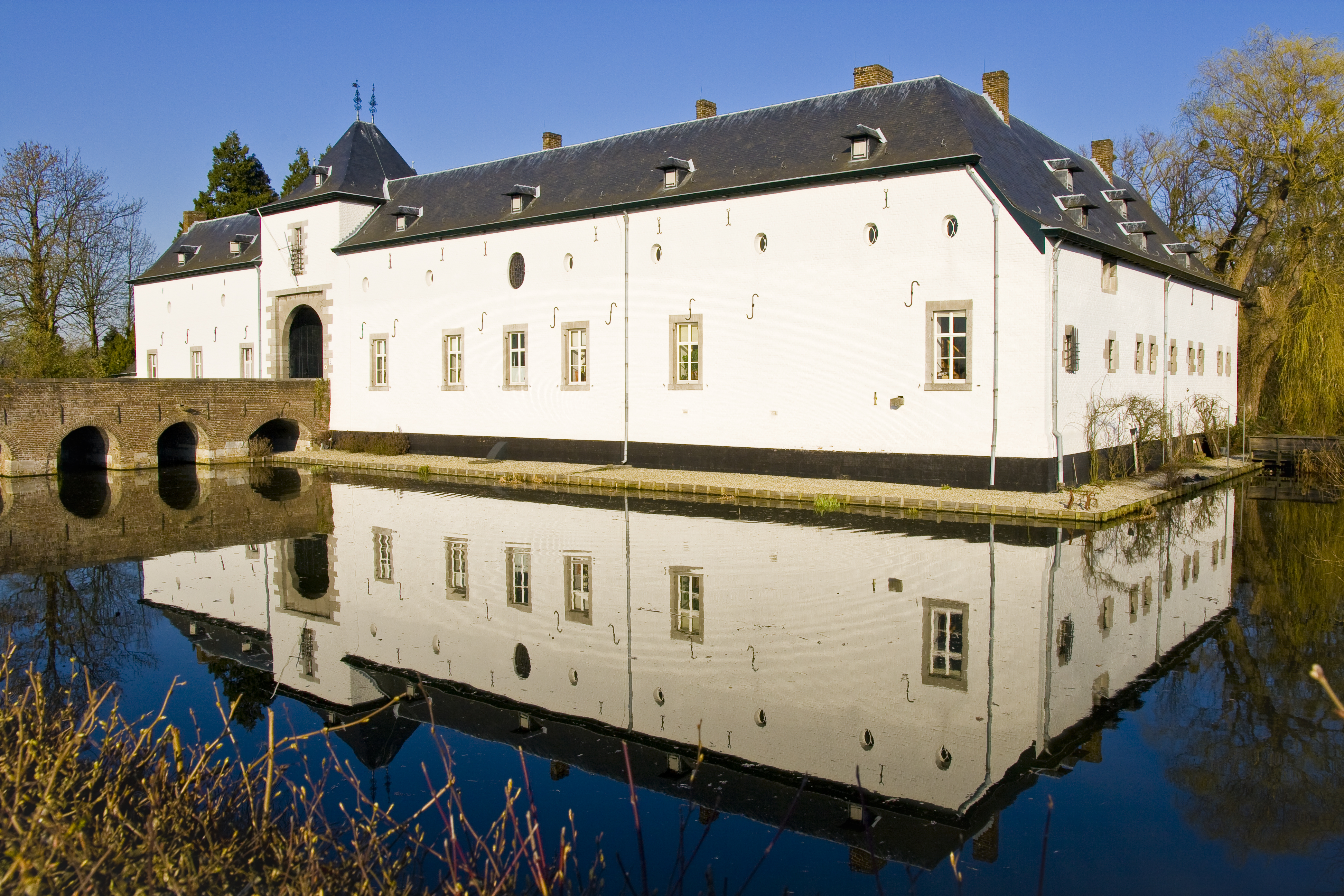
메이르선에 있는 횔러(Geulle) 성

메이르선의 위치

메이르선(네덜란드어: Meerssen, 림뷔르흐어: Meersje)은 네덜란드 남동부 림뷔르흐주의 도시로 면적은 27.64km2, 높이는 57m, 인구는 19,170명(2014년 5월 기준), 인구 밀도는 706명/km2이다.

시기
시 문장